# La Bâtie-Vieille
 La Bâtie-Vieille  es una población y comuna francesa, en la región de Provenza-Alpes-Costa Azul, departamento de Altos Alpes, en el distrito de Gap y cantón de La Bâtie-Neuve.

## Demografía
| 199 | 200 | 228 | 234 | 247 | 232 | 268 | 238 | 230 | 198 | 197 | 213 | 217 | 208 | 210 | 195 | 207 | 197 | 187 | 171 | 131 | 139 | 149 | 131 | 118 | 123 | 107 | 106 | 89 | 166 | 208 | 246 |
| Para los censos de 1962 a 1999 la población legal corresponde a la población sin duplicidades (Fuente: INSEE [Consultar]) |     |     |     |     |     |     |     |     |     |     |     |     |     |     |     |     |     |     |     |     |     |     |     |     |     |     |     |    |     |     |     |